# Monte Discovery
Il monte Discovery è uno stratovulcano estinto situato sul lato continentale del canale McMurdo ad est del ghiacciaio Koettlitz, nella Terra Vittoria in Antartide.
Il vulcano fu scoperto dalla British National Antarctic Expedition e così chiamato in onore della nave RRS Discovery utilizzata in quella spedizione.